# Zabara (obwód wołyński)
Zabara (ukr. Забара) – wieś na Ukrainie, w obwodzie wołyńskim, w rejonie rożyszczeńskim. W 2001 roku liczyła 95 mieszkańców.